# Kasukabe
Kasukabe (春日部市?, Kasukabe-shi) è una città giapponese della prefettura di Saitama. Nella città è situato il progetto G-Cans, che rappresenta la più grande struttura sotterranea di controllo delle inondazioni esistente al mondo.

## Nella cultura di massa
Kasukabe è il luogo dove sono ambientati le serie manga ed anime Shin Chan e Lucky Star. Inoltre, il creatore di Shin Chan Yoshito Usui viveva qui.

## Amministrazione

### Gemellaggi
- Pasadena, Stati Uniti